# 小行星5611
小行星5611（英語：5611）是一颗围绕太阳公转的小行星。1943年2月26日，利斯·奧特瑪在图尔库发现了此天体。
这颗小行星的绝对星等为111.77101等。